# Daisen-ji (Kōfu)
Der Daisenji (jap. 大泉寺, etwa: „Tempel der großen Quelle“) ist ein Tempel in der japanischen Stadt Kōfu in der Präfektur Yamanashi. Er gehört zu den Anlagen, die als buddhistische Tempel des Rinzai-shū, auf die Takeda-Familie zurückgehen und durch Takeda Shingen in der Sengoku-Zeit ausgebaut wurden. Er gehört, wie der Kōfu Gozan, der Zenkō-ji und der Erin-ji auch zu den Kai Hyakuhachi Reijō, den 108 spirituellen Orten von Kai. Er ist Nummer 59.

## Geschichte
Die Anlage wurde bereits zu Anfang der Sengoku-Zeit von den Takeda errichtet. Im Stil des japanischen Synkretismus war und ist der Tempel für den innerhalb des Geländes liegenden Shintō-Schrein Takeda Nobutoras verantwortlich.

## Gräber
In ihm befindet sich das Grab Takeda Nobutoras, des Vaters von Takeda Shingen, und das Grab von Shingens Sohn, Takeda Katsuyori. Außerdem befindet sich hier auch eines der vielen Nebengräber Takeda Shingens. 
Deshalb befindet sich auf der Anlage eine Pagode zur Ehrerweisung an die Großen Drei Takeda-Fürsten.

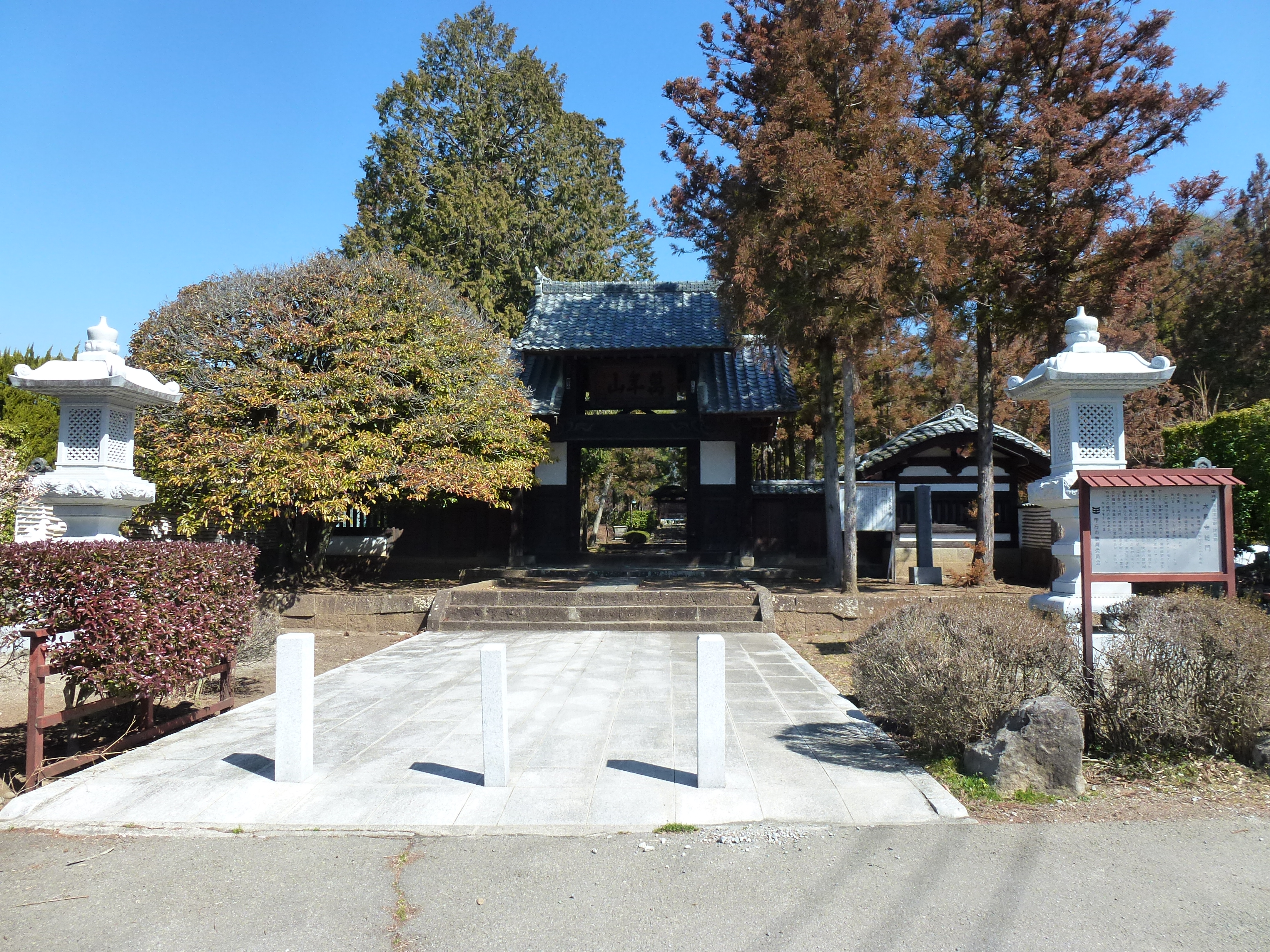
Das Haupttor.
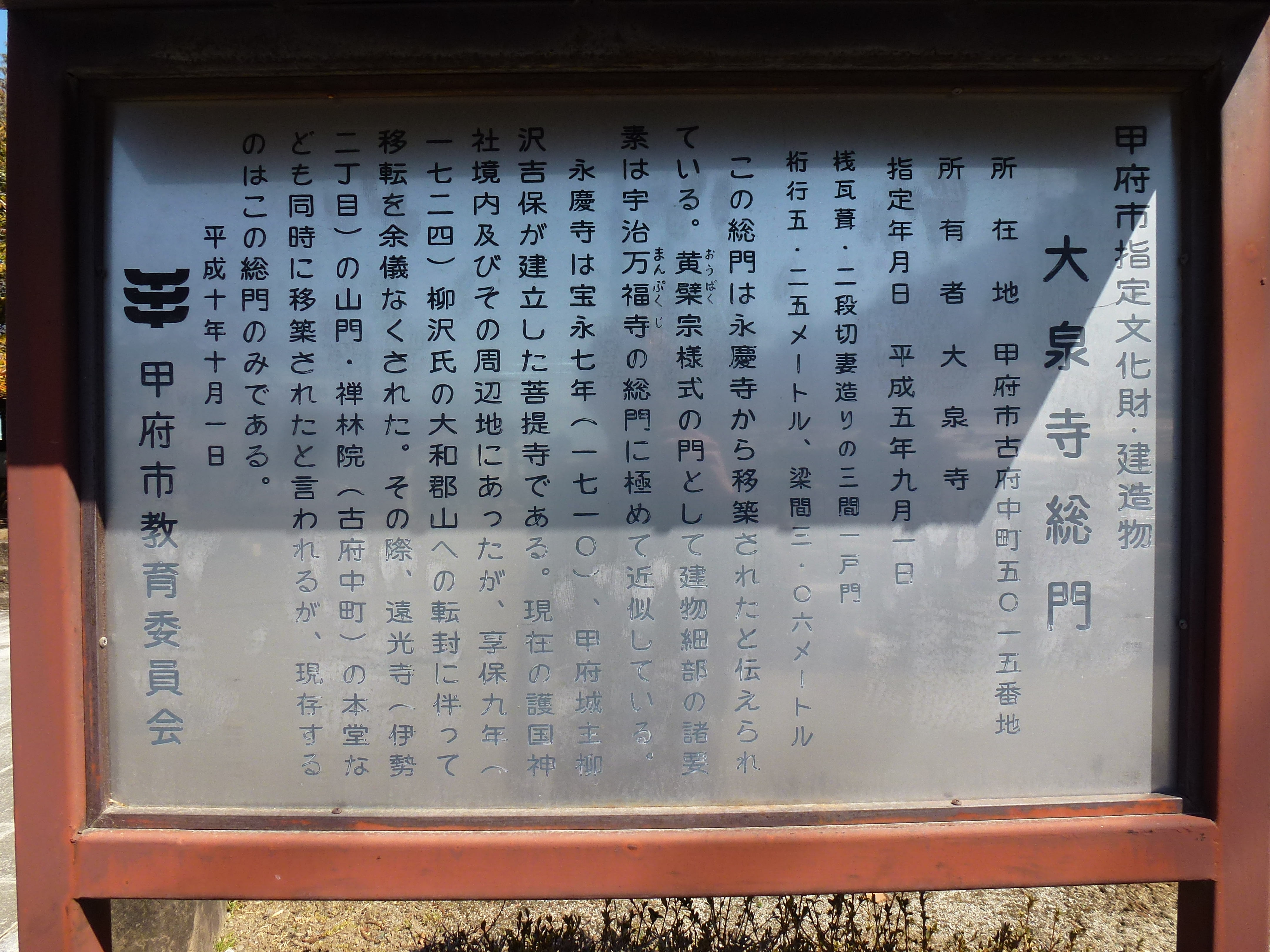
Schrifttafel mit der Geschichte der Anlage.
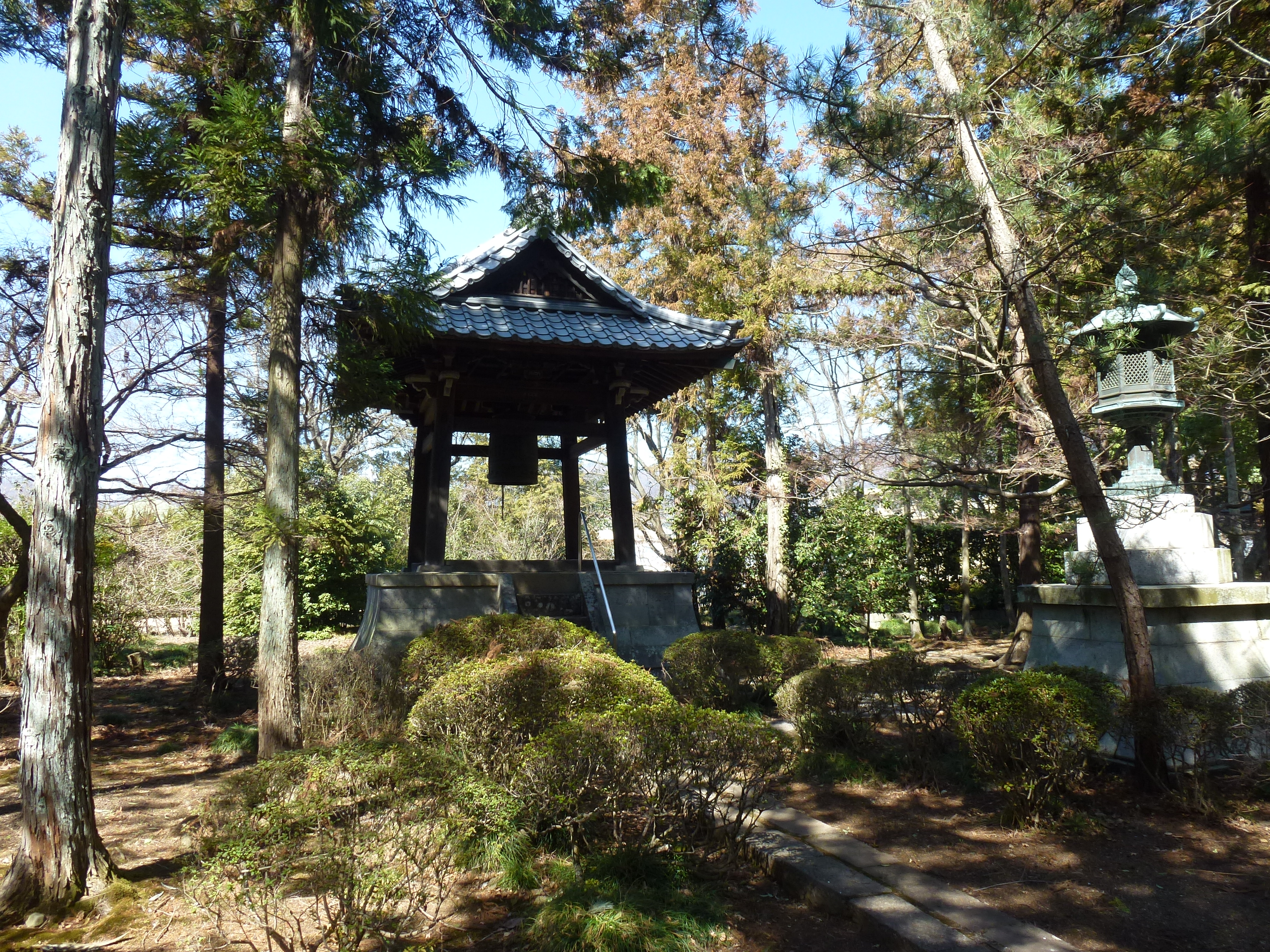
Glockenturm.
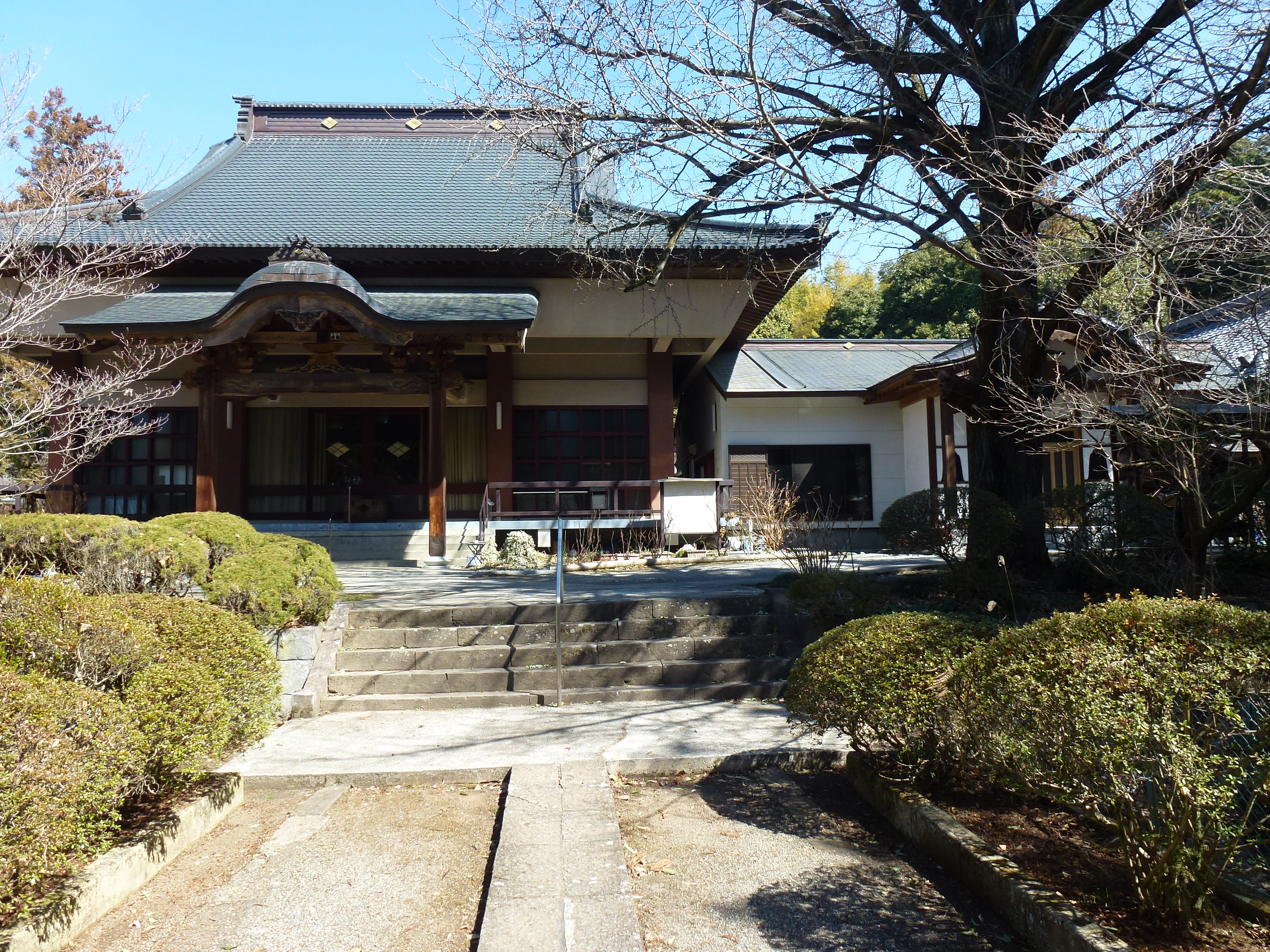
Hauptgebäude und Wirtschaftsgebäude.
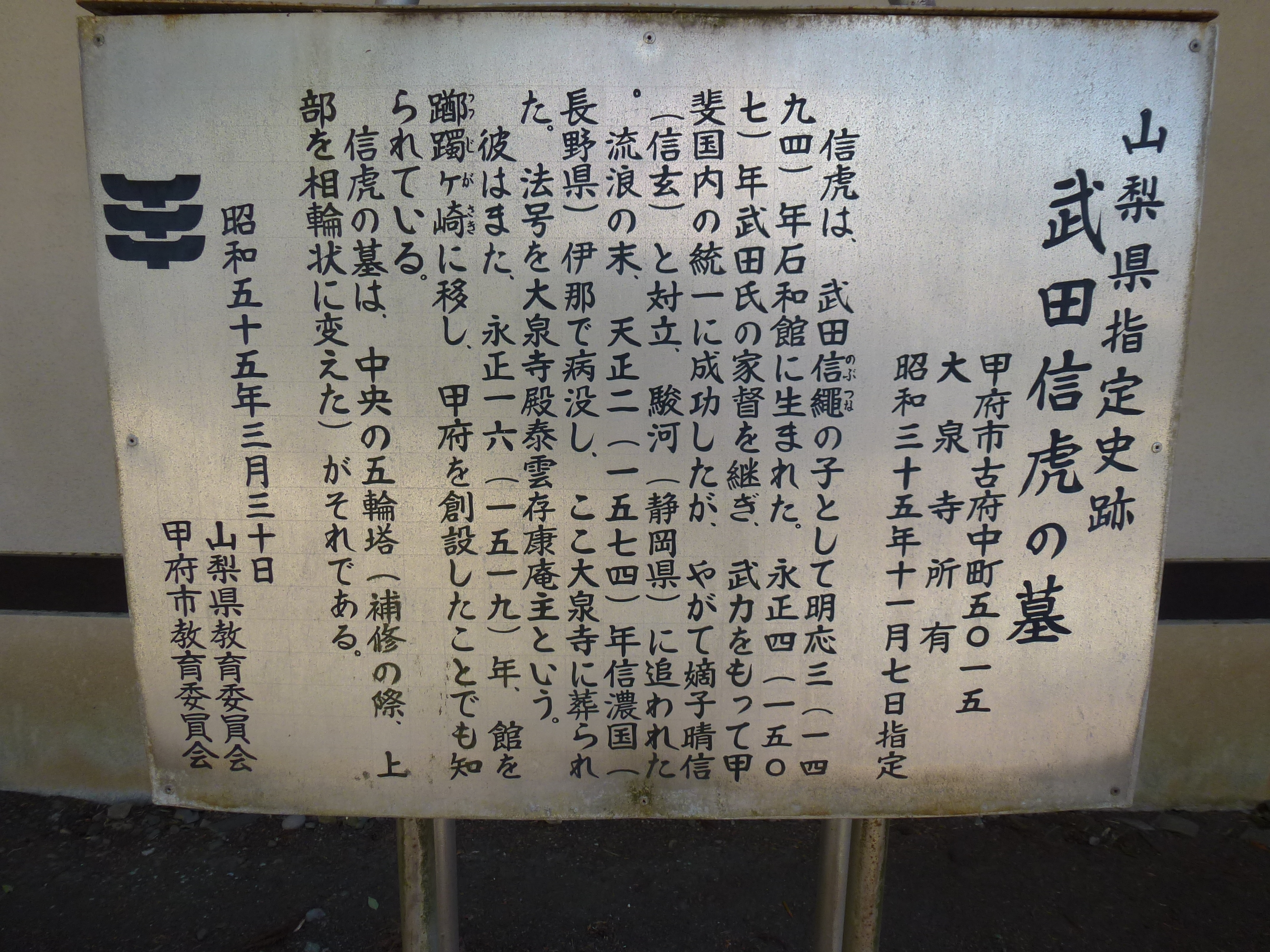
Schrifttafel mit Erläuterungen zu Takeda Nobutoras Grab.